# Antoine Laurent Apollinaire Fée
Antoine Laurent Apollinaire Fée, född 7 november 1789 i Ardentes, departementet Indre, död 21 maj 1874 i Paris, var en fransk botaniker. 
Fée blev 1824 professor vid militärsjukhuset i Lille, 1832 professor i naturhistoria vid medicinska fakulteten i Strasbourg samt tillika föreståndare för botaniska trädgården där och senare professor vid därvarande militärsjukhus. 
Fée författade bland annat Commentaires sur la botanique et la matière médicale de Pline (1829–33), Vie de Linné (1832), Flore de Théocrite et des autres bucoliques grecs (1833) och Mémoires sur la famille des fougères (1844–66) samt utgav en samling korsikanska folkvisor, Voceri (1850).
Auktorsnamnet Fée kan användas för Antoine Laurent Apollinaire Fée i samband med ett vetenskapligt namn inom botaniken; se Wikipediaartiklar som länkar till auktorsnamnet.